# Centrale hydroélectrique de Kierikki
La centrale hydroélectrique de Kierikki (finnois : Kierikin voimalaitos) est une centrale hydroélectrique située sur l'Iijoki à Yli-Ii dans la commune d'Oulu en Finlande.

## Caractéristiques
La conception architecturale est due à Uki Heikkinen.
La centrale hydroélectrique est achevée en 1965, sa hauteur de chute est de 18,2 mètres.
La centrale dispose de deux turbines Kaplan et de deux générateurs MVA.
La centrale a été rénovée en 2005–2007. Depuis, la centrale a une puissance électrique de 37,5 MW et une production annuelle de 160 GWh.